# Sargocentron wilhelmi
El candil pascuense es la especie Sargocentron wilhelmi, un pez marino de la familia holocéntridos, endémico de los arrecifes que rodean a la isla de Pascua, en el océano Pacífico. En idioma rapanui se le conoce como marau hiva.

## Anatomía
La longitud máxima descrita es de 19,5 cm. Cuerpo rojo con nueve franjas de color blanco-plateado muy estrechas, seis de ellas extendiéndose hasta la base de la aleta caudal; la cabeza es roja con reflejos plateados en las escamas del opérculo y una raya blanca oblicua por encima de la parte media de la mandíbula superior hasta la esquina de la base del opérculo; cinco filas de escamas oblicuas en la mejilla, el cuerpo moderadamente alargado y con el perfil dorsal ligeramente convexo; maxilar llegando desde abajo delante de la pupila hacia el centro del ojo; ranura premaxilar casi alcanzando en vertical el borde delantero de la órbita del ojo; extremo anterior del hueso nasal redondeado y con espínulas en la base de la fosa nasal; una espina preopercular y dos espinas operculares; once espinas en la aleta dorsal y 4 espinas en la aleta anal.

## Hábitat y biología
Vive en aguas marinas tropicales asociado a arrecifes, por lo está en aguas superficiales entre 1 - 18 metros de profundidad, prefiriendo los sustratos rocosos irregulares donde se enconde durante el día.

## Importancia para el hombre
Aunque de escasa importancia pesquera es capturado y vendido fresco con un precio medio.